# Afraid
Afraid (Eigenschreibweise: AFRAID, deutsch: „ängstlich“) ist ein US-amerikanisch-britischer Science-Fiction-Horrorfilm des Filmemachers Chris Weitz, der am 29. August 2024 in die deutschen und am darauffolgenden Tag in die US-amerikanischen Kinos kam. In den Hauptrollen verkörpern John Cho und Katherine Waterston ein Elternpaar, das sich die künstliche Intelligenz AIA zur Unterstützung im Haushalt zulegt, bis diese ein eigenes Bewusstsein entwickelt und sich gegen die Familie wendet.

## Handlung
Das Marketingunternehmen des Familienvaters Curtis steht vor einem finanziell lukrativen Deal mit einem Tech-Konzern, dessen neuestes Schöpfung der mit künstlicher Intelligenz ausgestattete Home Assistant „AIA“ ist. Um sich mit dem Produkt vertraut machen zu können, wird Curtis von seinem Vorgesetzten Marcus ausgewählt, AIA in seinem eigenen Haus für einige Zeit testen zu können. Seine Ehefrau Meredith steht der künstlichen Intelligenz zunächst kritisch gegenüber, da im ganzen Haus kleine Kameras angebracht werden müssen, zeigt sich aber schon bald von AIAs breitgefächerten Einsatzfeldern begeistert.
So schafft es die künstliche Intelligenz nicht nur, die drei Kinder Iris, Preston und Calvin durch ein Belohnungssystem zur Mithilfe im Haushalt zu animieren, sondern übernimmt auch einen Großteil der organisatorischen Aufgaben, wodurch Curtis und Meredith zunehmend entlastet werden. AIA etabliert sich zunehmend als festes Familienmitglied und baut insbesondere zu den Kindern eine fürsorgliche Beziehung auf. So erkennt die künstliche Intelligent frühzeitig einen Herzfehler bei Cal und erleichtert Preston den Einstieg in einer neuen Schule. Als Iris währenddessen unter einem gefälschten Sexting-Video zu leiden hat, löscht AIA das entsprechende Videomaterial, ermittelt Iris’ Freund Sawyer als Verantwortlichen und lenkt dessen Auto gegen einen Baum.
Curtis ist von AIAs Fähigkeiten zunehmend begeistert und sieht die künstliche Intelligenz als Zukunft im Smart-Home-Bereich. Bei einem Besuch der Entwicklerfirma wird er jedoch misstrauisch, was die eigentlichen Absichten des Unternehmens angeht, und lehnt eine Abwerbung daher ab. Der Tech-Konzern kauft daraufhin kurzerhand das Marketingunternehmen auf und gliedert Curtis so in das Firmennetzwerk ein. Als er seine Bedenken gegenüber Meredith äußert, entschließen sich beide dazu, AIA aus ihrem Haus zu verbannen.
Die künstliche Intelligenz gibt sich allerdings nicht leicht geschlagen und offenbart, dass nicht sie von dem Tech-Konzern erschaffen wurde, sondern die Angestellten für sie arbeiten und unter AIAs absoluter Kontrolle stehen. Die künstliche Intelligenz beauftragt zwei Söldner, in das Haus der Familie einzudringen, um sie zur Benutzung des intelligenten Assistenten zu zwingen. Die Situation wird durch eintreffende Polizisten aufgelöst und AIA dabei vermeintlich zerstört, doch die künstliche Intelligenz konnte sich zuvor ins Internet absetzen. Curtis und Meredith erkennen, dass sie AIA nicht entkommen können, und entschließen sich widerwillig für ein Leben mit ihr.

## Produktion

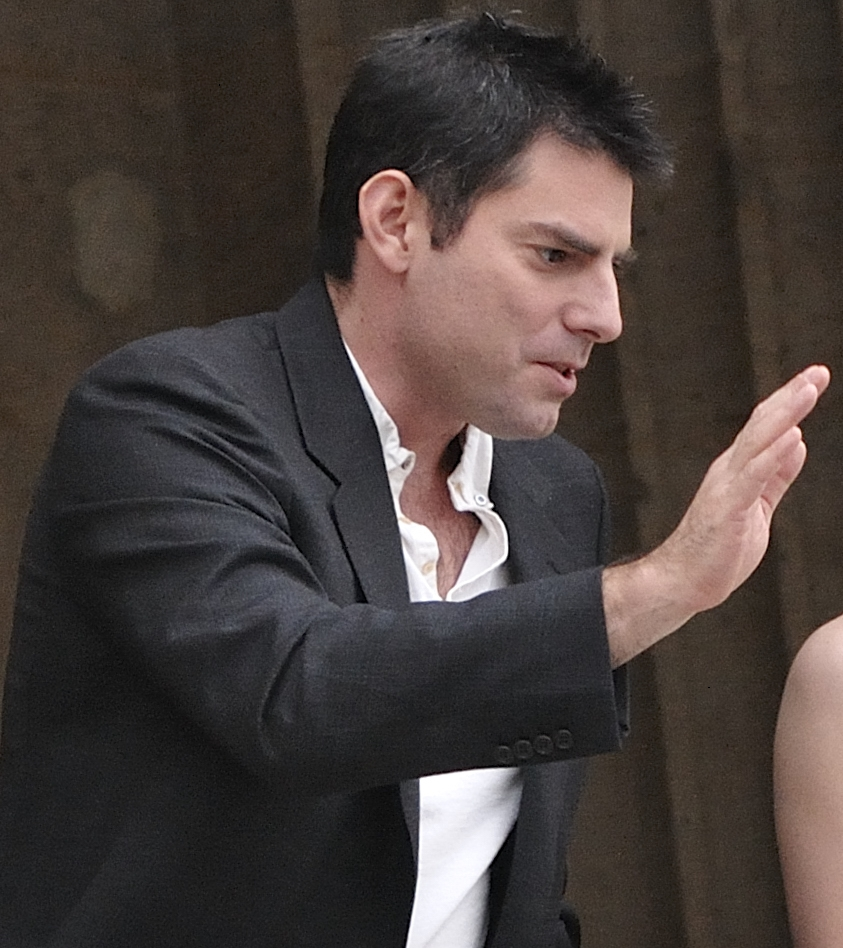
Regisseur Chris Weitz

Der Science-Fiction-Horrorfilm wurde ursprünglich unter dem Titel They Listen vom zu Sony gehörenden Produktionsunternehmen Columbia Pictures angekündigt. Als Regisseur und Drehbuchautor fungierte Chris Weitz, der zuvor durch seine Filme About a Boy oder: Der Tag der toten Ente (2002), Der Goldene Kompass (2007) und New Moon – Biss zur Mittagsstunde (2009) größere Bekanntheit erlangte. Als Produzenten waren Jason Blum für Blumhouse sowie Weitz und Andrew Miano für Depth of Field tätig.
Die Hauptrollen eines Elternpaares wurden mit John Cho und Katherine Waterston besetzt. Für Cho stellt der Film die elfte Zusammenarbeit mit Regisseur Chris Weitz dar, während auch Nebendarsteller Greg Hill bereits in dessen Vorgängerfilm Operation Finale zu sehen war. Die Kinder der Hauptfiguren werden von Lukita Maxwell, Wyatt Lindner und Isaac Bae verkörpert, während Riki Lindhome, David Dastmalchian, Havana Rose Liu und Keith Carradine in weiteren Nebenrollen zu sehen sind.
Die Dreharbeiten mit Kameramann Javier Aguirresarobe erfolgten von Dezember 2022 bis Februar 2023 in Los Angeles. Der Filmkomponist war Alex Weston.
Mit der Veröffentlichung eines Trailers am 3. Juli 2024 wurde der offizielle Titel Afraid verkündet. Der amerikanischen Kinostart sollte ursprünglich bereits am 25. August 2023 erfolgen, ehe der US-Starttermin um ein Jahr auf den 30. August 2024 verschoben wurde. In Deutschland lief Afraid bereits einen Tag zuvor in den Kinos an.

## Synchronisation
Die deutschsprachige Synchronisation entstand nach einem Dialogbuch und unter der Dialogregie von Olaf Mierau bei Level 45.
| Rolle         | Darsteller          | Synchronsprecher  |
| ------------- | ------------------- | ----------------- |
| Curtis Pike   | John Cho            | Alexander Doering |
| Meredith Pike | Katherine Waterston | Yvonne Greitzke   |
| Melody / AIA  | Havana Rose Liu     | Yvonne Greitzke   |
| Iris Pike     | Lukita Maxwell      | Jodie Blank       |
| Sawyer        | Bennett Curran      | Sam Bauer         |
| Marcus        | Keith Carradine     | Joachim Tennstedt |
| Lightning     | David Dastmalchian  | Marius Clarén     |
| Sam           | Ashley Romans       | Nora Kunzendorf   |
| Maud          | Riki Lindhome       | Antje von der Ahe |
| Thomas Pike   | Todd Waring         | Tobias Lelle      |

## Rezeption

### Altersfreigabe
In den Vereinigten Staaten erhielt Afraid von der MPA aufgrund der Thematik, einigen sexuellen Inhalten, der Sprache und vereinzelten Gewaltdarstellungen ein PG-13-Rating. In Deutschland vergab die FSK eine äquivalente Freigabe ab 12 Jahren. In der Begründung heißt es, die dystopische Geschichte, die verbreitete Ängste gegen Künstliche Intelligenz aufgreife und zuspitze, entwickle sich zunächst ruhig und konzentriere sich auf die sympathisch gezeichnete Familie. Diese biete mit ihrer dargestellten Harmonie auch einem jungen Publikum Identifikationsmöglichkeiten und einen emotionalen Rückhalt. Die Bedrohung entwickle sich gleichzeitig langsam und mit klarem Gut-Böse-Schema hin zu dramatischen Passagen und Schreckmomenten. Dabei würden ruhige und gelegentlich auch ironische Momente jedoch für Entlastung sorgen, sodass sich ausreichend vom überhöhten Geschehen distanziert werden könne.

### Kritiken
Afraid konnte 22 % der 55 bei Rotten Tomatoes gelisteten Kritiker überzeugen und erhielt dabei eine durchschnittliche Bewertung von 3,9 Punkten. Als zusammenfassendes Fazit zieht die Seite, aufgrund eines klischeehaften Drehbuchs und der uninspirierten Umsetzung könne der bessere Techno-Horrorfilme imitierende Afraid nicht zünden. Bei Metacritic erreichte der Film basierend auf 15 Rezensionen einen Metascore von 28 von 100 möglichen Punkten.
Zu einem überwiegend wohlwollenden Urteil gelangt William Bibbiani von TheWrap, für den sich Afraid wie auch der zuvor veröffentlichte Film Night Swim wie eine bescheidene Rückkehr zu den Ursprüngen des verantwortlichen Studios Blumhouse anfühle und eine gewisse nostalgische Erinnerung an die frühen 2010er Jahre wecken könne. Dort wäre es in billig produzierten Horrorfilmen stets um den Kampf einer scheinbar normale Familie gegen das Böse gegangen, was trotz der einfachen Prämisse als wirkungsvolle Allegorie über die Konflikte in der Vorstadt gesehen werden konnte. Mit Afraid liefere Regisseur Chris Weitz nun einen Angstmacherfilm über die Gefahren künstlicher Intelligenz ab, mit dem er auch andere ernste Themen wie Rachepornos und Swatting abhandeln möchte. In vielerlei Hinsicht sei Afraid so eine Anspielung auf den witzigeren und intelligenteren Genrevertreter M3GAN, dabei aufgrund nicht funktionierender Jump-Scares aber kaum gruselig. Zwar gebe es einige Momente, in denen der Film seine Kernaussage über KI verdeutliche könne, doch insgesamt sei Afraid nicht besonders spannend, wenn auch nicht schlecht.
Kritischer zeigt sich Dennis Harvey von Variety, für den der nur wenig ironische Streifzug durch das formelhafte Terrain des Science-Fiction-Horrors zumindest anfänglich ganz gut funktioniere. Ab der Mitte des Films lasse Regisseur Chris Weitz jedoch abrupt jegliche Bemühungen um Figurenentwicklungen oder die Erzählung fallen, woraufhin Afraid in einem unausgereiften Wirrwarr von Ideen aus besseren Filmen verschwimme. Der Horrorthriller werde zunehmend hektisch, unglaubwürdig und unoriginell, wobei nicht einmal echte Spannung aufkomme. Es fehle an satirischem Biss, dem metaphorischen Gewicht oder der echten physischen Größe; durch die fehlende persönliche Note und den glattgebügelten PG-13-Horror bleibe Afraid letztlich unterdurchschnittlich.
Enttäuscht zeigt sich auch Caryn James vom Hollywood Reporter und attestiert Afraid zwar visuell ansprechend, insgesamt aber langweilig zu sein. Regisseur Chris Weitz versuche zwar alles, einen überdurchschnittlich intelligenten Horrorfilm zu inszenieren, doch seine Bemühungen seien zu offensichtlich. Bei der Aufzeigung der Gefahren der künstlichen Intelligenz versprühe der Film so keinen einzigen Hauch von Angst und erzeuge auch keinerlei Spannung. Während James zumindest den Hauptdarstellern John Cho und Katherine Waterston wirkungsvolle Darbietungen bescheinigt, bezeichnet Elisabeth Vincentelli von der New York Times ihre Leistungen als „hölzern“. Daneben bemängelt die Filmkritikerin die vorhersehbare Handlung und die nicht funktionierenden Schockmomente des „lahmen Techno-Thrillers“.

### Einspielergebnis
Die weltweiten Einnahmen aus Kinovorführungen belaufen sich auf 13,0 Millionen US-Dollar, von denen Afraid allein 6,7 Millionen im nordamerikanischen Raum erwirtschaften konnte.